# 北京大成路九号
北京大成路九号（中央军委联合参谋部警卫局大成路招待所），位于北京市丰台区大成路9号，隶属中央军委联合参谋部警卫局。

## 简介
中国人民解放军总参谋部警卫局大成路招待所（北京大成路九号），于2007年开业。2016年，中国人民解放军总参谋部撤销，该招待所更名为中央军委联合参谋部警卫局大成路招待所（北京大成路九号）。
大成路九号在经营管理上借鉴军事化管理方式。2012年“全国两会”期间，大成路九号接待全国人民代表大会江苏和甘肃代表团，这是大成路九号接待的首批“全国两会”代表团。会议闭幕后，两代表团均向大成路九号发来感谢信。2013年，大成路九号接待了四川代表团。2014年，接待了河北和重庆代表团。2015年，大成路九号退出“全国两会”接待工作。
2014年，西安翻译学院与北京大成路九号签订了校企合作协议，成立“北京大成路九号·西安翻译学院大成班”。2014年11月3日，西安翻译学院举行了北京大成路九号就业欢送会暨“北京大成路九号·西安翻译学院2014年大成班”成立仪式。